# Campeonato Mundial de Halterofilismo de 2015 - Mais de 105 kg masculino
A categoria mais de 105 kg masculino foi um evento do Campeonato Mundial de Halterofilismo de 2015, disputado no Centro de Convenções George R. Brown, em Houston, nos Estados Unidos, no dia 28 de novembro de 2015. 

## Calendário
Horário local (UTC-6) 
| Dia           | Horário | Fase    |
| ------------- | ------- | ------- |
| 28 e novembro | 08:00   | Grupo C |
| 28 e novembro | 10:00   | Grupo B |
| 28 e novembro | 14:55   | Grupo A |

## Medalhistas
| Evento    | Ouro                   | Ouro   | Prata                  | Prata  | Bronze                  | Bronze |
| --------- | ---------------------- | ------ | ---------------------- | ------ | ----------------------- | ------ |
| Arranque  | Lasha Talakhadze (GEO) | 207 kg | Gor Minasyan (ARM)     | 203 kg | Irakli Turmanidze (GEO) | 202 kg |
| Arremesso | Mart Seim (EST)        | 248 kg | Lasha Talakhadze (GEO) | 247 kg | Ahmed Mohamed (EGY)     | 241 kg |
| Total     | Lasha Talakhadze (GEO) | 454 kg | Mart Seim (EST)        | 438 kg | Gor Minasyan (ARM)      | 437 kg |

## Recordes
Antes desta competição, o recorde mundial da prova era o seguinte:
| Recorde         | Tipo      | Atleta                  | Peso   | Local  | Data                   |
| Recorde Mundial | Arranque  | Behdad Salimi (IRI)     | 214 kg | Paris  | 13 de novembro de 2011 |
| Recorde Mundial | Arremesso | Hossein Rezazadeh (IRI) | 263 kg | Atenas | 25 de agosto de 2004   |
| Recorde Mundial | Total     | Hossein Rezazadeh (IRI) | 472 kg | Sydney | 26 de setembro de 2000 |

Os seguintes novos recordes foram estabelecidos durante esta competição. O recorde não foi validado pois o atleta acabou sendo desclassificado.
| Arranque | 264 kg | Aleksey Lovchev (RUS) | Recorde mundial |
| Total    | 475 kg | Aleksey Lovchev (RUS) | Recorde mundial |

## Resultado
Os resultados foram os seguintes. 
| Pos.              | Atleta                      | Grupo | Peso   | Arranque (kg) | Arranque (kg) | Arranque (kg) | Arranque (kg)     | Arremesso (kg) | Arremesso (kg) | Arremesso (kg) | Arremesso (kg)    | Total |
| Pos.              | Atleta                      | Grupo | Peso   | 1             | 2             | 3             | Resultado         | 1              | 2              | 3              | Resultado         | Total |
| ----------------- | --------------------------- | ----- | ------ | ------------- | ------------- | ------------- | ----------------- | -------------- | -------------- | -------------- | ----------------- | ----- |
| Medalha de ouro   | Lasha Talakhadze (GEO)      | A     | 155.12 | 200           | 200           | 207           | Medalha de ouro   | 238            | 247            | 247            | Medalha de prata  | 454   |
| Medalha de prata  | Mart Seim (EST)             | A     | 151.99 | 185           | 185           | 190           | 12                | 241            | 248            | 248            | Medalha de ouro   | 438   |
| Medalha de bronze | Gor Minasyan (ARM)          | A     | 142.10 | 195           | 201           | 203           | Medalha de prata  | 234            | 240            | 240            | 8                 | 437   |
| 4                 | Chen Shih-chieh (TPE)       | A     | 152.43 | 182           | 191           | 195           | 6                 | 231            | 241            | 241            | 5                 | 436   |
| 5                 | Yauheni Zharnasek (BLR)     | A     | 153.63 | 195           | 200           | 201           | 4                 | 227            | 233            | 237            | 9                 | 434   |
| 6                 | Almir Velagić (GER)         | A     | 146.16 | 187           | 192           | 195           | 5                 | 228            | 233            | 238            | 7                 | 433   |
| 7                 | Ruben Aleksanyan (ARM)      | A     | 148.90 | 185           | 192           | 196           | 8                 | 241            | 246            | —              | 4                 | 433   |
| 8                 | Ahmed Mohamed (EGY)         | A     | 139.88 | 180           | 188           | 192           | 13                | 230            | 241            | 247            | Medalha de bronze | 429   |
| 9                 | Hojamuhammet Toýçyýew (TKM) | A     | 139.77 | 185           | 190           | 193           | 11                | 226            | 233            | 238            | 6                 | 428   |
| 10                | Fernando Reis (BRA)         | A     | 153.86 | 190           | 195           | 195           | 7                 | 230            | 240            | 240            | 12                | 425   |
| 11                | Irakli Turmanidze (GEO)     | B     | 132.26 | 190           | 197           | 202           | Medalha de bronze | 220            | 228            | 228            | 16                | 422   |
| 12                | Jiří Orság (CZE)            | B     | 125.85 | 177           | 181           | 185           | 15                | 229            | 229            | 230            | 10                | 415   |
| 13                | Alexej Prochorow (GER)      | B     | 134.36 | 181           | 186           | 190           | 10                | 210            | 218            | 222            | 14                | 412   |
| 14                | Ihor Shymechko (UKR)        | B     | 130.50 | 185           | 191           | 194           | 9                 | 206            | 212            | 219            | 19                | 410   |
| 15                | Bahador Molaei (IRI)        | B     | 141.70 | 176           | 176           | 180           | 17                | 230            | 245            | 245            | 11                | 406   |
| 16                | Péter Nagy (HUN)            | B     | 155.72 | 185           | 191           | 191           | 16                | 217            | 228            | 228            | 21                | 402   |
| 17                | Kamil Kučera (CZE)          | B     | 141.86 | 165           | 170           | 175           | 20                | 212            | 220            | 225            | 13                | 400   |
| 18                | Caine Wilkes (USA)          | B     | 144.36 | 176           | 176           | 176           | 18                | 216            | 220            | 225            | 17                | 396   |
| 19                | Arsen Kasabijew (POL)       | B     | 105.24 | 170           | 175           | 175           | 22                | 215            | 221            | 225            | 15                | 391   |
| 20                | Rustam Djangabaev (UZB)     | B     | 138.26 | 165           | 170           | 174           | 21                | 205            | 210            | 215            | 22                | 389   |
| 21                | Igor Olshanetskyi (ISR)     | B     | 133.61 | 164           | 170           | 175           | 23                | 207            | 211            | 217            | 20                | 387   |
| 22                | Fernando Salas (ECU)        | C     | 157.48 | 168           | 170           | 175           | 24                | 200            | 205            | 211            | 23                | 381   |
| 23                | Serhiy Tahirov (UKR)        | C     | 108.43 | 165           | 170           | 175           | 19                | 200            | 205            | 210            | 25                | 380   |
| 24                | Itte Detenamo (NRU)         | C     | 163.99 | 160           | 165           | 165           | 27                | 200            | 207            | 211            | 24                | 372   |
| 25                | Teemu Roininen (FIN)        | C     | 139.82 | 155           | 155           | 155           | 30                | 196            | 200            | 203            | 26                | 355   |
| 26                | Kim Tollefsen (NOR)         | C     | 115.96 | 154           | 159           | 159           | 31                | 190            | 197            | 201            | 27                | 351   |
| 27                | Ante Vuković (CRO)          | C     | 129.27 | 160           | 163           | 163           | 28                | 190            | 193            | —              | 28                | 350   |
| —                 | Mohamed Ihsan (EGY)         | A     | 160.55 | 187           | 196           | —             | 14                | —              | —              | —              | —                 | —     |
| —                 | George Kobaladze (CAN)      | C     | 138.61 | 162           | 162           | 168           | 25                | 211            | 211            | 219            | —                 | —     |
| —                 | Vincas Šlevinskis (LTU)     | C     | 128.21 | 160           | 165           | 170           | 26                | 190            | 190            | 190            | —                 | —     |
| —                 | Kazuomi Ota (JPN)           | C     | 149.09 | 160           | —             | —             | 29                | 200            | —              | —              | —                 | —     |
| —                 | Krzysztof Klicki (POL)      | B     | 180.40 | 171           | 171           | 171           | —                 | 220            | 220            | 230            | 18                | —     |
| DSQ               | Aleksey Lovchev (RUS)       | A     | 140.46 | 200           | 206           | 211           | —                 | 242            | 248            | 264            | —                 | —     |